# Doris E. Day
Doris E. Day, född 3 augusti 1873, död 30 augusti 1966, var en brittisk bågskytt. Hon deltog vid olympiska sommarspelen 1908.